# Satna Airport
Satna Airport (marathi: सतना विमानतळ) är en flygplats i Indien.   Den ligger i distriktet Satna och delstaten Madhya Pradesh, i den centrala delen av landet, 600 km sydost om huvudstaden New Delhi. Satna Airport ligger 323 meter över havet.
Terrängen runt Satna Airport är platt, och sluttar österut. Runt Satna Airport är det ganska tätbefolkat, med 214 invånare per kvadratkilometer. Närmaste större samhälle är Satna, 3,3 km nordväst om Satna Airport. Trakten runt Satna Airport består till största delen av jordbruksmark.